# Спартанское воспитание

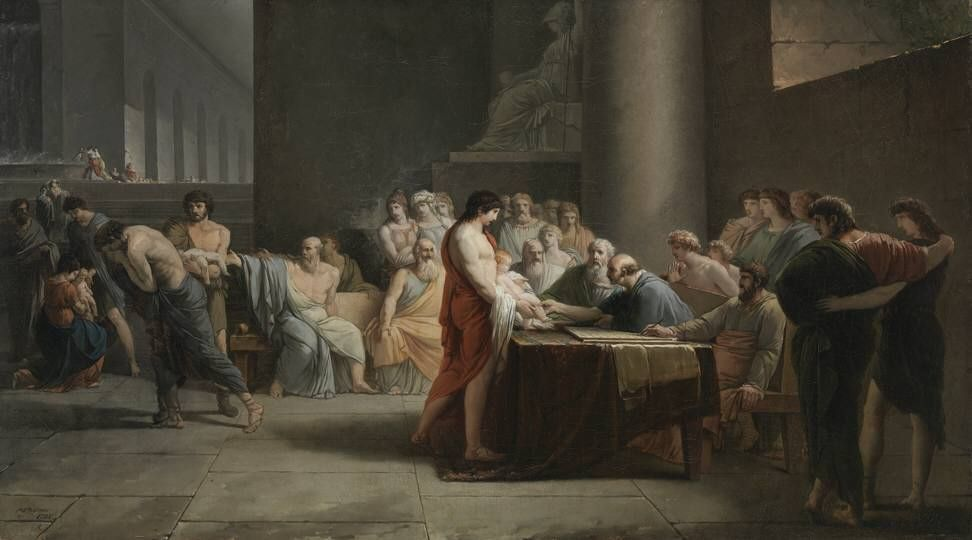
Жан-Пьер Сен-Урс. Отбор детей в Спарте. 1785

Спарта́нское воспита́ние, также агогэ́ (др.-греч. ἀγωγή — «увод», «унесение») — система гражданского воспитания спартанских мальчиков в VIII—IV веках до н. э. Она была обязательна лишь для детей полноправных граждан, не исключая царских. Для мальчиков из других сословий прохождение через эту систему являлось особой привилегией, которая давала шанс на получение полного гражданства.

## Отбор младенцев

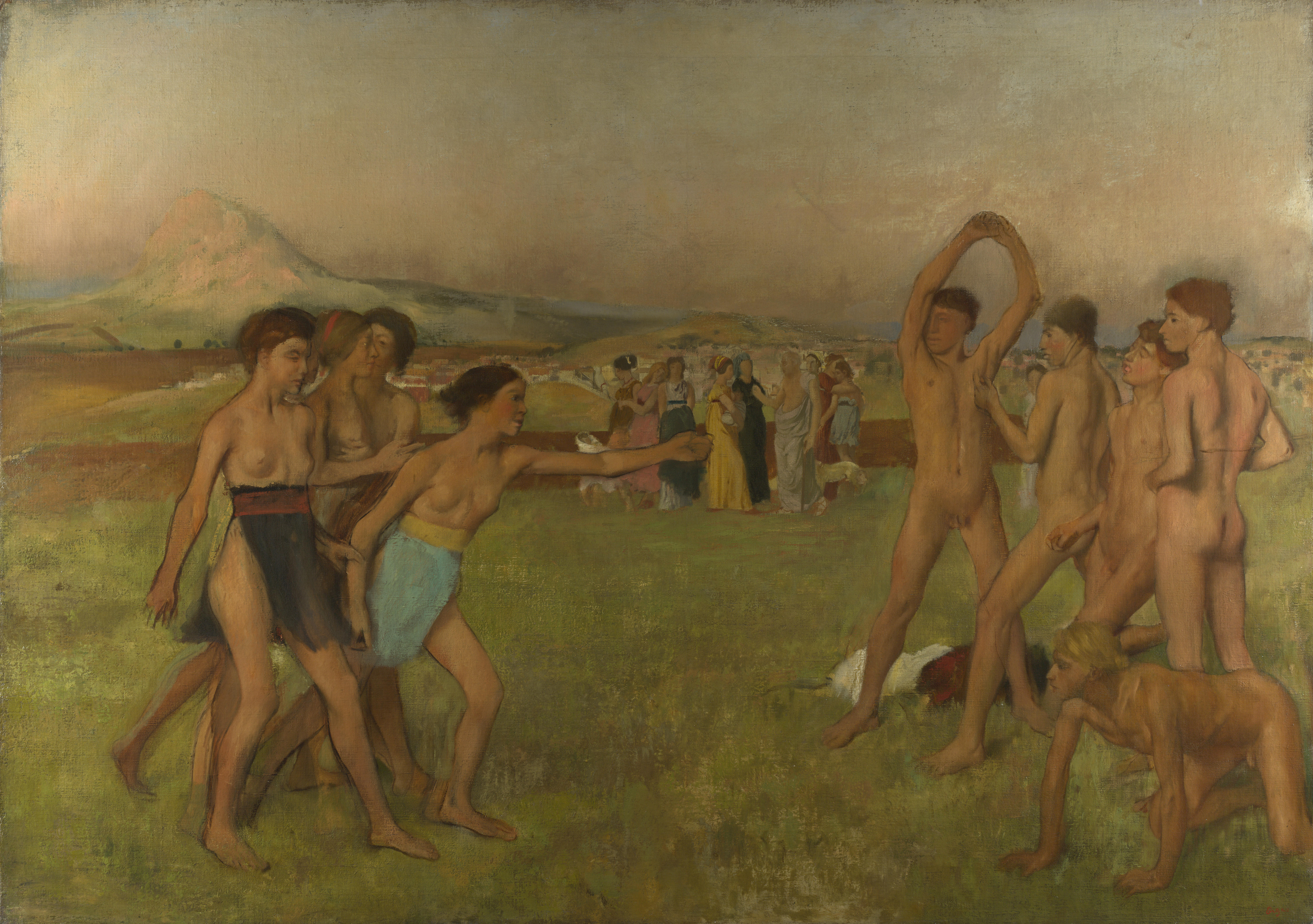
Эдгар Дега. Юные спартанцы. 1861

Плутарх писал, что в Древней Спарте существовал обычай убивать «неполноценных» новорождённых, бросая их в Апофеты (греч. Αποθέτες — «место отказа», ущелье в горах Тайгета) в случае, если у них имелись какие-либо физические недостатки:

Воспитание ребёнка не зависело от воли отца, он приносил младенца в «лесху» — место, где сидели старшие члены филы, которые осматривали ребёнка. Если тот оказывался крепким и здоровым, его отдавали кормить отцу, выделив ему при этом один из девяти земельных участков, но слабых и уродливых детей кидали в «апофеты» — пропасть возле Тайгета.
Некоторые археологи отмечают отсутствие детских останков в пещере (расселине) Кеада, куда якобы сбрасывали спартанских детей.

## Воспитание до 7 лет
Спартанских детей подвергали разным испытаниям с младенчества. Колыбельки, в которых спали младенцы, были грубыми и жёсткими. При этом родителям запрещалось воспитывать детей на своё усмотрение, так как целями воспитания были одинаковое приучение всех к дисциплине, развитие силы и выносливости. Дети, таким образом, находились как бы в собственности государства. Их воспитывали кормилицы, которые стремились взрастить в детях привычку к дисциплине, умеренность в питании. Основной целью воспитания до 7 лет было обеспечить наилучшее физическое развитие организма, подготовить ребёнка к дальнейшим испытаниям.

## Воспитание от 7 до 20 лет
В 7 лет мальчиков отправляли в специальные военные лагеря. Там они учились выживать. Их разбивали на отряды, в которых уже в столь юном возрасте выделяли наиболее выдающегося мальчика, на него должны были равняться все остальные. Те, кто не справлялся, погибали. Спали дети и подростки на соломенных подстилках, а одежду носить им разрешалось только с 12 лет. Как пишет Плутарх, детей крайне редко допускали к мытью, чтобы они не были излишне озабочены красотой и чистотой своего тела. Некоторые мальчики клали на свои подстилки крапиву, чтобы она, обжигая их, согревала. Мальчики постоянно занимались физическими упражнениями, упражнялись во владении мечом, метании копья. Рацион воспитанников был весьма скудным, им не позволялось наедаться до полного насыщения. Возможно, это было связано с тем, что спартанцы считали, будто голод стимулирует рост, так как организм не обременён усиленным пищеварением. Однако юные спартанцы посредством такой меры приучались и к ловкости и хитрости, они учились воровать пищу, а так как если их заставали за этим делом, наказание было очень суровым, то им нужно было делать это максимально незаметно.
Юных спартанцев учили говорить кратко, давать меткие и точные, но при этом глубокие и содержательные ответы, по названию области Лакония такая речь стала называться «лаконичной». Грамоте их обучали ограниченно, чтобы они обладали самыми базовыми навыками счёта, чтения и письма, но не более того. При этом, спартанцы должны были обладать высокой нравственностью и понимать, что такое добродетель.
В ходе воспитания за детьми осуществлялся строжайший контроль, их приучали к иерархии и субординации. Так, уже в юном возрасте в каждом детском отряде избирался наиболее выдающийся мальчик, который ставился в пример остальным. Помимо этого, за детьми следили старики, которые не только поучали их, но и примечали наиболее сильных и храбрых. Контроль осуществлялся и в гимнасиях, и во время тренировок. Помимо этого, для детей постарше назначался педоном («надзиратель»), из числа наиболее достойных мужчин. Наконец, с целью подготовки в дальнейшем командующих, среди уже 20-летних юношей избирали ирена, самого достойного, выносливого и сильного, который командовал младшими. Кроме того, он проверял их и на понимание и знание добродетели. Он мог попросить воспитанника оценить с нравственной точки зрения тот или иной поступок, при этом свою точку зрения надо было доказывать. За неправильный ответ также полагалось наказание.
Им разрешалось иногда «развлекаться», то есть устраивать так называемые криптии, мальчики совершали набеги на соседние деревни (илотов) и грабили их, а самых сильных мужчин убивали. Также они убивали животных и грелись в их внутренностях.
В 17 лет, когда юные спартанцы возвращались домой, их ждало последнее испытание — им нужно было попасть в храм Артемиды, находившийся очень высоко в горах. Добравшись туда, спартанец должен был «принести жертву» — вытерпеть очень жестокую порку. Жрецы храма привязывали юношу над большой жертвенной чашей и хлестали его мокрыми розгами. Если юноша не издавал ни звука, его секли до первых капель крови, но стоило ему издать хоть звук, порка продлевалась на некоторое количество ударов, при этом его секли ещё сильней, так могло продолжаться много раз, и каждый раз порка становилась всё более и более жестокой; жрецы могли засечь юношу до потери сознания и даже до смерти. Таким образом отсеивались слабые.
Девочки в Спарте через эту систему не проходили, но их заставляли много заниматься спортом, и иногда учили пользоваться оружием.

## Дальнейшее воспитание
Как пишет Плутарх, спартанцы, в сущности, воспитывались всю свою оставшуюся жизнь. В свободное от военных походов время им было запрещено заниматься торговлей или ремеслом — это было уделом неполноценных граждан (илотов). Они же продолжали жить отрядами, блюли строгую дисциплину в отношениях с женщинами, участвовали в воспитании молодёжи.